# Janetaescincus braueri
Janetaescincus braueri é uma espécie de réptil da família Scincidae.
Apenas pode ser encontrada nas Seychelles.
Os seus habitats naturais são: florestas secas tropicais ou subtropicais e florestas subtropicais ou tropicais húmidas de baixa altitude.
Esta espécie está ameaçada por perda de habitat.